# مائوریتزیو ملینا
مائوریتزیو ملینا (انگلیسی: Maurizio Melina؛ زادهٔ ۱۵ ژوئیهٔ ۱۹۷۵) بازیکن فوتبال اهل سوئیس است.
از باشگاه‌هایی که در آن بازی کرده‌است می‌توان به باشگاه فوتبال لوتسرن و باشگاه فوتبال سیون اشاره کرد.